# デイヴィッド・マスランカ

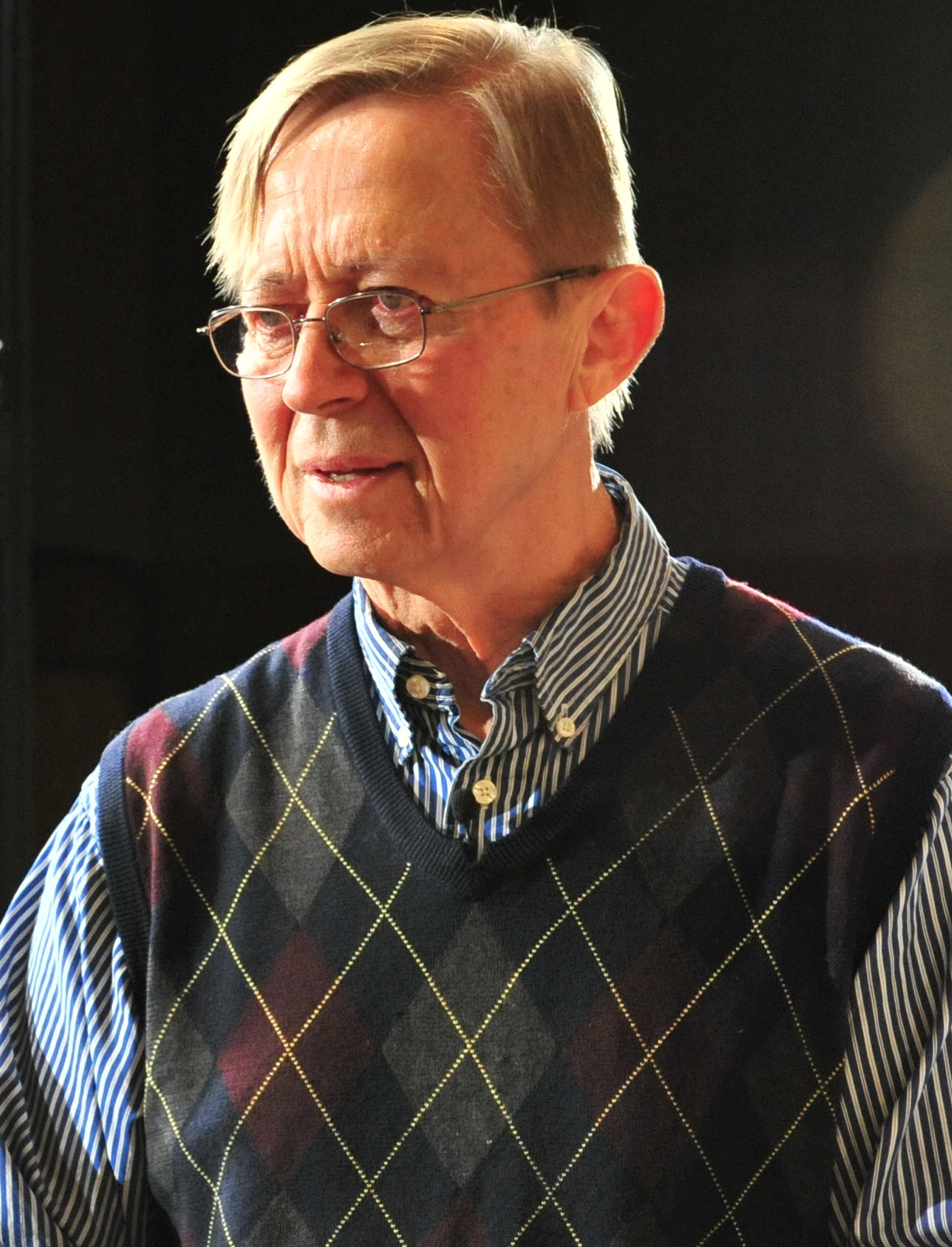
デイヴィッド・マスランカ

デイヴィッド・マスランカ（David Maslanka, 1943年8月30日 - 2017年8月6日 ）は、アメリカの作曲家。マサチューセッツ州ニューベッドフォード生まれ。ミシガン州立大学出身。1961年から1965年までオベリン大学音楽院でジョゼフ・ウッド（英語: Joseph R. Wood）に作曲を学び、音楽の学士号を取得。これまでオーケストラ、声楽、室内楽、吹奏楽など様々なジャンルを作曲。

## 主な作品
- Mountain Roads（サクソフォーン四重奏）
- 子どもの夢の庭（吹奏楽）
- 交響曲第4番(吹奏楽)